# McClellan Park
McClellan Park est une census-designated place du comté de Sacramento, dans l'État de Californie, aux États-Unis,. En 2020, elle compte une population de 926 habitants.